# 比弗克里克鎮區 (伊利諾伊州漢密爾頓縣)
比弗克里克鎮區（英語：Beaver Creek Township）是位於美國伊利諾伊州漢密爾頓縣的一個行政鎮區。

## 地方資料
根據2010年美國人口普查的數據，比弗克里克鎮區的面積為94.20平方千米，當中陸地面積為94.17平方千米，而水域面積為0.03平方千米。當地共有人口261人，而人口密度為每平方千米2.77人。